# 共犯者 (2003年のテレビドラマ)
『共犯者』（きょうはんしゃ）は、2003年10月15日より12月17日まで毎週水曜日22時 - 22時54分に、日本テレビ系の「水曜ドラマ」枠で放送されていた日本のテレビドラマ。初回のみ15分拡大。水曜ドラマシリーズ初の地上デジタル放送でもある。

## ストーリー
15年前に親友を殺した罪から逃れ続けていた主人公・美咲。時効が迫ったある日、15年前の事件の真相を知っているという、ウエヤマサトと名乗る謎の男が突然、彼女の前に現れ、それから身の回りに様々な事件が起こっていく。

## キャスト
公式サイトにて

### 主要人物
冬川 美咲
演 - 浅野温子
GSカード計算課の課長。15年前、同僚のOL塔山紗江を殺害した。以来、時効の日が来るのを待ち続けてきた。全く目立たないように息を潜めて暮らし、贅沢もおしゃれもせず、恋もしない。自分が抱える秘密と共に、孤独な毎日を送ってきた。
ウエヤ マサト
演 - 三上博史
美咲の前に現れた謎の男。15年前の事件の真相を知っているらしいが、年齢、職業、事件の関係など全てが謎に包まれている。美咲を脅迫するでもなく、美咲の味方になりたいと言ってはいるが、真意は分からない。

### GSカード
中尾 文彦
演 - 佐野史郎
GSカード常務。15年前の事件当時、美咲と紗江が所属していた部署の上司だった。当時は部長だったが、現在は出世して常務である。
高杉 亮
演 - 池内博之
GSカード計算課、唯一の男性社員。計算課で係長昇進が決まったが、今の職場に不満を持っており、自分はもっと評価されるべきだと思っている。同じ計算課の坂下舞と恋人関係にあるが、他の女性の影も見え隠れしている。
坂下 舞
演 - 奥菜恵
GSカード計算課・OL。高杉の恋人。真面目な性格で仕事に対しても常に誠実を求めている。リーダータイプではないが、誰からも信頼されている。
清水 深雪
演 - 有坂来瞳
GSカード計算課・OL。坂下舞の同僚。仕事も人間関係もそつなくこなす、典型的な今時のOL。女性ばかりの職場で単調な仕事もしている為か噂話には目が無い一面もある。
沢井 恭子
演 - 松尾れい子
GSカード計算課・OL。坂下舞の同僚。新人の小田広海の教育担当で彼女のわがままの巻き添えになることも。
矢野 沙織
演 - 小野真弓
GSカード計算課・OL。坂下舞の同僚。明るく、のんびり屋で誰からも好かれる性格。噂話が好きなのは他のOLと同様。刺激の無い毎日にうんざりしているところもある。
小田 広海
演 - 乙葉
GSカード計算課・新人OL。自分中心型の性格で、物事をはっきりと口にし、何事にも臆さない。コネ入社ということで何かと優遇されているが、何者かに殺害される。
池澤 俊郎
演 - 黒部進
GSカード・代表取締役社長。15年前の事件の経験からか、大のマスコミ嫌い。

### 警察関係者
木場 圭一郎
演 - 石橋蓮司
15年前の事件の担当の刑事。昇進には目もくれず、現場一筋の昔気質の刑事。時効は目前だが未だに事件の真相を追い続けており、美咲のことを犯人だと疑っている。当然しつこくマークしているが、決定的な証拠はつかめていない。
斉藤 茂
演 - 川端竜太
木場の部下の刑事。木場に対して強い信仰を抱いている。正義感の強い若者。

### 冬川美咲の関係者
小林 浩介
演 - 吹越満
美咲の隣に住む漫画家。ホラー漫画を雑誌に連載しているが、いたって温厚な性格である。密かに美咲に思いを寄せているが、まるで相手にされていない。
竹田 元
演 - 佐藤二朗
美咲のマンション近くのコンビニ店員。美咲の行動が変わったことに気付き、興味を示す。
北岡 希
演 - 加賀美早紀
美咲のマンションの向かいに住む、引きこもりの少女。美咲の行動に興味を持ち、毎日彼女の部屋を覗いているうちに、何か大きな秘密が隠されているらしいことに気が付く。
渡辺 由梨
演 - さとう珠緒
花屋のアルバイト。美咲の不審な行動を目撃してしまったことから、事件に巻き込まれていく。

### 河中出版
大村 いずみ
演 - はしのえみ
河中出版編集部員。漫画家の小林を担当しているうちに、小林の美咲に対する想いに気付く。
船田 吾郎
演 - 宇梶剛士
河中出版・コミックファイヤー編集長。いずみのことを妹のように気にかけている。

### 15年前の殺人事件関係者
塔山 紗江
演 - 中山忍
15年前の殺人事件の被害者。当時、美咲とはGSカードの同僚でもあり親友であった。彼女が何故親友の美咲に殺されたのか、事件の真相は未だ闇の中である。

### その他
北岡 和枝
演 - 大塚良重
野沢 雅也
演 - 松重豊
田辺
演 - 栗田よう子
山路 俊夫
演 - 伊藤正之
有田 栄一
演 - 加藤厚成（第2・3話）
サトウリュウジ
演 - 末吉宏司（第1・4話）
受付嬢
演 - 熊沢しずか
タクシー運転手
演 - 吉満涼太（第4話）

## スタッフ
- 脚本 - 秦建日子
- 音楽 - 吉川慶
- 演出 - 大谷太郎
- オープニングテーマ - 川口大輔「HIGH CRIME」
- エンディングテーマ - Skoop On Somebody「琥珀の月」
- 美術デザイン - 高野雅裕
- チーフプロデューサー - 梅原幹
- プロデューサー - 伊藤響、北島和久、大塚泰之
- 制作協力 - 三城

## 放送日程
| 第1話                                                     | 2003年10月15日 | 殺人事件の時効まで2ヵ月と2日…突然現われた謎の男は敵か!? 味方か!? | 09.3% |
| 第2話                                                     | 2003年10月22日 | 発見された凶器の謎…死者が残した最後のメッセージ                  | 06.3% |
| 第3話                                                     | 2003年10月29日 | のぞかれた秘密! 消えた証拠の罠共犯者の涙の意味…                  | 06.0% |
| 第4話                                                     | 2003年11月05日 | 禁断のキスと赤い服の謎…ビデオに映った真犯人は誰                  | 07.2% |
| 第5話                                                     | 2003年11月12日 | 崩されたアリバイ! 15年前の写真と赤い紙袋の秘密…                  | 07.8% |
| 第6話                                                     | 2003年11月19日 | ついに緊急逮捕…裏切りの電話と共犯者の壮絶な死!                   | 06.4% |
| 第7話                                                     | 2003年11月26日 | 暴かれたウエヤマサトの正体! 謎の鍵と新たな犠牲者                 | 07.4% |
| 第8話                                                     | 2003年12月03日 | 美咲VSマサト最後の闘い! 燃えたアルバムと海のナゾ                 | 05.3% |
| 第9話                                                     | 2003年12月10日 | 絶体絶命! 執念の家宅捜査…自首か殺すか最後の決断                  | 08.0% |
| 最終話                                                    | 2003年12月17日 | 時効まで24時間…今夜すべての謎が解き明かされる                    | 10.9% |
| 平均視聴率 7.5%（視聴率は関東地区・ビデオリサーチ社調べ） |                |                                                                  |       |

- 初回は15分拡大して放送。

## その他
- 放送当時、ホンダが唯一の一分枠スポンサーで、ドラマの公式サイトにも同社の軽自動車ライフのバナー広告を出していた時期もあった。
- 大谷太郎ディレクターが全10話を演出した。民放の連続ドラマでは、1シリーズに複数の演出家が携わることが通例である中で、珍しい試みと言える。
- 2003年7月から撮影がスタートし、放送開始までに全話を撮り終えるという体制をとっており、この点も民放の連続ドラマとしては珍しい[2]。